# .app
.app is een generiek topleveldomein (gTLD) in het Domain Name System van het internet voor apps. Het wordt uitgesproken als 'dot-app'. Sinds 2018 is deze domeinextensie beschikbaar voor het registreren van domeinnamen. Het behoort net als .amsterdam, .shop en .online tot de nieuwere generatie topleveldomeinen.